# 沙市区
30°19′11″N 112°14′50″E / 30.31972°N 112.24722°E
沙市区是中国湖北省荆州市的市辖区，1994年前为湖北省省辖市，位于荆州市区的东部、长江北岸。沙市区常住总人口約51万人，区人民政府驻文化宫路8号，全区总面积为492平方公里。

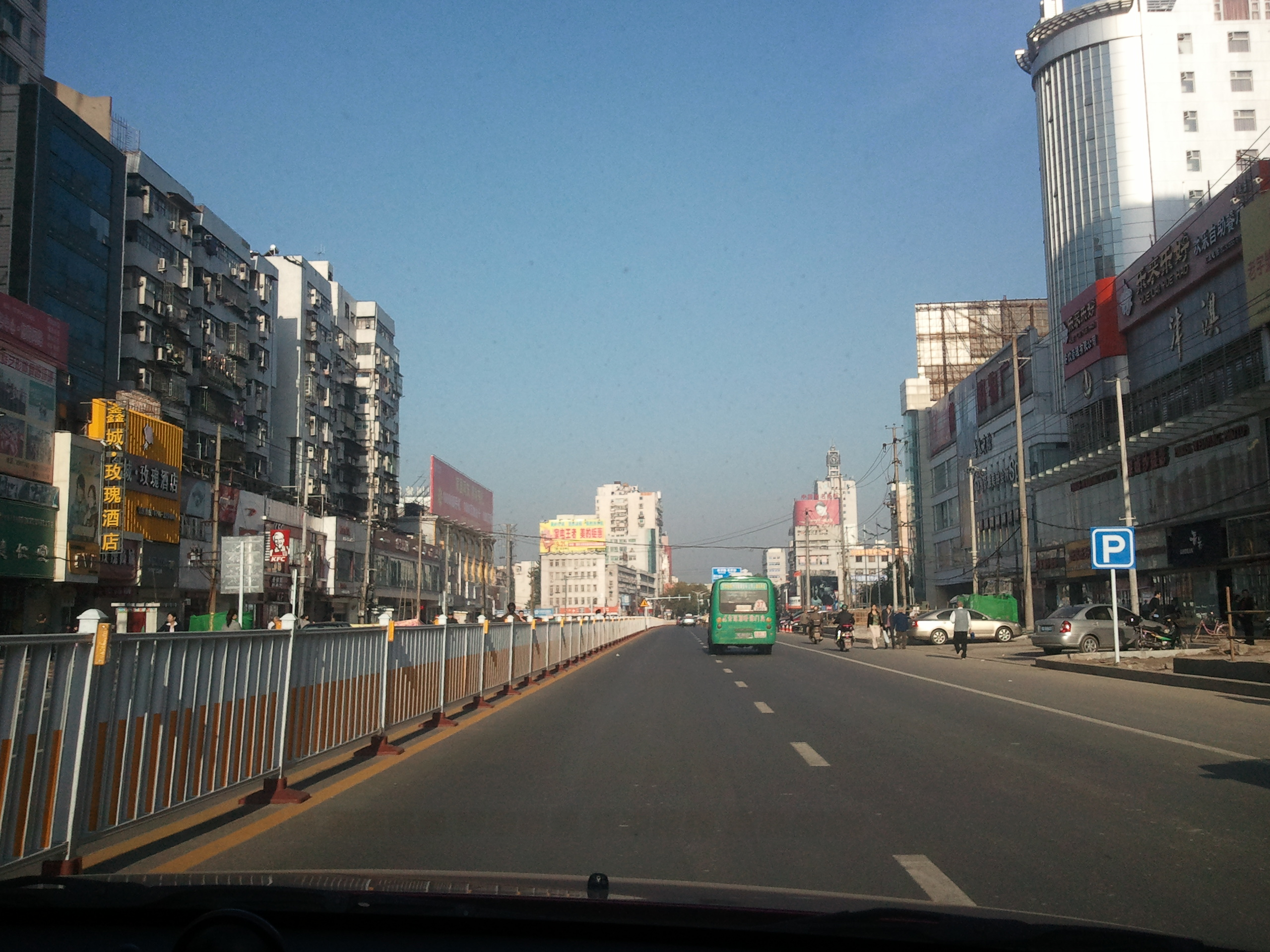

沙市因一块名叫沙石的石头流落此地，取其谐音而得名。沙市自古商业发达，民国时期有着“小汉口”的美誉，是江汉平原重要的工商业中心。

## 历史
1994年荊沙合并。關於1994年以前沙市的歷史，請參看沙市市。
- 1994年10月22日设立沙市区之初，辖朝阳、解放、崇文、中山、胜利5个街道办事处和立新、关沮、联合、锣场4个乡。
- 1994年12月3日，原江陵县所辖的岑河镇、观音垱镇及岑河农场划归沙市区管理。12月19日，沙市农场从沙市区划归农场管理局管理。12月23日，沙市区辖的联合乡划归玉桥经济开发区管理。
- 1995年3月20日，市政府下文将岑河农场划归市农业局管理。5月19日市政府又下文将岑河农场划归沙市区管理。6月12日，沙市区正式接管原江陵县种畜场、农科所，将种畜场划归区农牧局管理，将农科所并入岑河农场。
- 2000年7月26日，岑河农场(西湖管理区)划归市农业局管理。
- 2003年12月，钢管厂社区居委会划归玉桥经济开发区管辖。
- 2006年岑河原种场从市农业局重新划归沙市区管理。
- 2007年1月，朝阳街办所辖玉桥、周梁玉桥、季家台、高湖台、燎原新村、红光路、月堤路、三湾路、孙家河一、孙家河二社区划归开发区联合乡街办管理，联合所辖五星村、柳林洲村划归朝阳街办管理。
- 2009年3月，解放街办所辖江津西路社区划归立新乡;九曲桥社区部分区域划归立新乡，更名荆沙河社区;武德路社区部分区域划归立新乡，更名张居正社区;大桥社区部分区域划归九曲桥社区。同年11月，沙市区关沮撤乡建镇，更名关沮镇。
- 2012年3月27日，根据荆州市政府与沙市区政府签署的“托管协议”，将岑河原种场和岑河镇的麻林村、庙兴村、黄港村、黄渊村约32.61平方公里的区域划归荆州市经济技术开发区托管，托管期为40年。2012年，沙市区辖立新乡、岑河镇、观音垱镇、锣场镇，解放路街道办事处、崇文街街道办事处、中山路街道办事处、胜利街街道办事处、朝阳路街道办事处，88个村民委员会，47个社区居委会。
- 2018年12月18日，立新乡撤乡设立新街道。

## 人口
2020年11月1日零時，沙市區常住人口為504893人。與2010年第六次全國人口普查的490598人相比，增加14295人，增長2.91%，年平均增長率0.29%。

## 行政区划
沙市区下辖6个街道办事处、4个镇：
2018年，沙市区辖关沮镇、锣场镇、观音垱镇、岑河镇等4个镇和解放路街道办事处、崇文街街道办事处、中山路街道办事处、胜利街街道办事处、朝阳路街道办事处、立新街道办事处等6个办事处，乡镇街道下辖45个村民委员会、53个社区居委会、1个场。

## 名胜古迹
市区著名古代遗迹佛教圣地章华寺建于元朝、江边的万寿宝塔建于明朝。其它名胜还有鸡公山文化遗址、周梁玉桥文化遗址、春秋时期楚国爱国主义诗人屈原曾经居住过的江渎宫（现江渎宫原址已被拆除）、远近闻名的文星楼等。春秋时期的著名人物孙叔敖的墓冢和紀念关羽的春秋阁现位于市区中山公园内。与沙市区相邻还有闻名中外的历史文化名城荆州古城和有着长达411年的楚国都纪南城。